# Sharon Pratt
Sharon Pratt (nacida el 30 de enero de 1944), anteriormente Sharon Pratt Dixon y Sharon Pratt Kelly, es una abogada y política estadounidense que se desempeñó como la tercera alcaldesa del Distrito de Columbia de 1991 a 1995. Pratt fue la primera mujer afroamericana en servir como alcalde de una gran ciudad estadounidense.
Aunque hizo campaña y fue elegida e inaugurada alcaldesa como Sharon Pratt Dixon, el 7 de diciembre de 1991, se casó con James R. Kelly III, un hombre de negocios de Nueva York, y cambió su nombre a Sharon Pratt Kelly. Después de su divorcio en 1999, ella retomó su apellido de soltera, Sharon Pratt.

## Vida personal
Sus padres fueron el juez de la Corte Superior de DC Carlisle Edward Pratt y Mildred "Peggy" (Petticord) Pratt. Tres años después, nació su hermana, Benaree. Después de que perdió a su madre por cáncer de mama a una edad temprana, su abuela, Hazel Pratt, y su tía, Aimee Elizabeth Pratt, ayudaron a criar a las niñas.
Pratt asistió a las Escuelas Públicas de DC Gage ES, Rudolph ES, MacFarland Junior High School y Roosevelt HS (1961, con honores). Se destacó en el béisbol, pero lo enfatizó en la adolescencia. En la Universidad de Howard se unió a la hermandad Alpha Kappa Alpha (1964) y obtuvo un B.A. en ciencias políticas (1965). Recibió el título de J.D. de la Facultad de Derecho de la Universidad de Howard en 1968. Allí conoció y salió con su futuro esposo.
Se casó con Arrington Dixon en 1966 y tuvo dos hijas, Aimee y Drew, nacidas en 1968 y 1970. Se divorciaron después de dieciséis años. La exejecutiva de Def Jam A&R, Drew Dixon, es su hija.

## Carrera
Inicialmente, sus energías políticas fueron atraídas a la política nacional más que a la política local. Fue miembro del Comité Nacional Demócrata del Distrito de Columbia (1977–1990), la primera mujer en ocupar ese puesto. Ella era Tesorera del DNC (1985–1989).
En la Convención Nacional Demócrata de 1980, fue miembro del Comité de Credenciales Ad Hoc, miembro del Consejo Judicial y copresidenta del Comité de Reglas.
En 1983, fue nombrada vicepresidenta de relaciones comunitarias en Pepco, la empresa de electricidad de DC. Se convirtió en la primera mujer y la primera afroamericana en desempeñar ese papel. El mismo año, ganó el Premio Presidencial de la Asociación Nacional para el Avance de las Personas de Color (NAACP).

### Elecciones de alcalde de 1990
Molesta por el declive de su ciudad natal, Pratt anunció en la Convención Nacional Demócrata de 1988 que desafiaría al alcalde en funciones Marion Barry en las elecciones de 1990. Pratt fue la única candidata que anunció oficialmente sus planes para postularse a la alcaldía cuando Barry fue arrestado por cargos de drogas y abandonó la carrera a principios de 1990. Poco después, los miembros del concejo John Ray, Charlene Drew Jarvis y David se unieron a la carrera. Clarke Pratt criticó a sus tres oponentes principales, refiriéndose a ellos como los "tres ratones ciegos" que "no vieron nada, no dijeron nada y no hicieron nada mientras la ciudad decaía rápidamente". Ella fue la única candidata que pidió a Barry que renunciara a su cargo, y se postuló específicamente como una persona ajena a su maquinaria política.
Tras una serie de debates televisados durante las últimas semanas de la campaña, Pratt recibió el respaldo del Washington Post. El día que apareció el respaldo, su número de encuestas se disparó, y muchos observadores políticos atribuyeron el aumento específicamente al respaldo del Post. En la víspera de las elecciones, las encuestas mostraban que el concejal John Ray lideraba, pero Pratt ganaba terreno rápidamente y quedaba un gran margen de votantes indecisos. Sin embargo, incluso con el personal de campaña más pequeño y menos dinero, Pratt ganó las elecciones, derrotando a Ray en segundo lugar en un 10%. Como Washington es una ciudad fuertemente demócrata, su victoria sobre el exjefe de policía republicano Maurice T. Turner, Jr., en las elecciones generales del 6 de noviembre fue una conclusión inevitable. Fue juramentada como alcalde de Washington el 2 de enero de 1991.

## Alcaldesa del Distrito de Columbia
Una vez en el cargo, la postura de reforma de base de Pratt encontró resistencia. Ella cumplió sus promesas de limpiar la alcaldía, solicitando las renuncias de todos los nombrados por Barry el día después de su elección; Sin embargo, cuando comenzó a recortar la nómina de empleo de la ciudad, su apoyo político comenzó a debilitarse. Ella enfureció a los líderes sindicales que afirmaron que había prometido no despedir a los empleados del sindicato, y comenzó a exigir permisos de trabajo sin pagar y congelaciones salariales en toda la ciudad. Después de eliminar a los compinches políticos de Barry de su administración, sufrió una alta rotación de personal: tres administradores de la ciudad, dos jefes de personal, tres vicealcaldes para el desarrollo económico y dos jefes del Departamento de Finanzas habían pasado por su gabinete al final de su mandato.
Kelly estaba en desacuerdo con varios miembros del Concejo de D.C. con su propuesta de trasladar temporalmente el gobierno de la ciudad al edificio en One Judiciary Square, a diez cuadras del actual ayuntamiento de Washington, el Edificio del Distrito, mientras que este se sometió a renovaciones. Cuando Kelly trasladó sus oficinas y departamentos de administración a One Judiciary Square en 1992, el Consejo se negó a abandonar el Edificio del Distrito, aunque habían aprobado la propuesta esa primavera. En febrero de 1993, después de acusar a Kelly de descuidar deliberadamente el mantenimiento para expulsarlos, votaron por tomar el control total y exclusivo del Edificio del Distrito.
Según el periódico de la ciudad de Washington, Kelly "nunca pudo obtener el control de un gobierno de la ciudad que todavía era leal a Barry, y a menudo desconfiaba de los consejos que recibió de los ayudantes". En la primavera de 1992, poco más de un año después Durante su mandato, los leales a Barry organizaron una campaña de retirada que, aunque no tuvo éxito, pero debilitó su administración y obligó a Kelly a caminar con más cuidado con el público, alejándose de sus esfuerzos de reforma.
Kelly se enfrentó a cierta oposición racial porque es una negra de piel clara, a menudo citada como un sello distintivo de los afroamericanos de élite en el Distrito, distanciando así a ella de los negros pobres y de clase trabajadora en la ciudad.

### Estado del D.C.
El impulso de Kelly para lograr la condición de estado de DC para mejorar la posición financiera y política del Distrito creó una feroz oposición por parte de los miembros republicanos del Congreso, que desataron una andanada de ataques contra el Distrito como una "desgracia nacional" del "gobierno de un solo partido ... masivo dependencia, crimen infernal ... y escándalo implacable ". Los ataques trajeron la prensa negativa no deseada a DC, y el fracaso final en la Cámara de Representantes de la legislación estatal de DC debilitó su capital político. Ella perdió su posición en el Consejo de DC cuando apoyó a Linda Cropp, miembro del Consejo, para servir como Presidenta en funciones después del suicidio de John A. Wilson en mayo de 1993; en cambio, el Consejo eligió a John L. Ray.

### Estadio de los Redskins
Kelly fue culpada por los Washington Redskins de que se mudaran de la ciudad. El propietario de los Redskins, Jack Kent Cooke, intentó presionar a la ciudad para que construyera un nuevo estadio para reemplazar el antiguo Estadio RFK, con la amenaza de trasladar al equipo a la cercana Alexandria, Virginia. Después de que las negociaciones se estancaron y Cooke fue cortejado públicamente por el gobernador de Virginia, Kelly denunció en voz alta a Cooke, diciendo que "no permitiré que nuestra buena comunidad sea arrastrada por un matón multimillonario". Anunció que había ofrecido todo lo que estaba dispuesta a ofrecer a los Redskins y que no iría más allá. Aunque finalmente se llegó a un acuerdo, en 1993 Cooke se retiró de las negociaciones y trasladó al equipo a lo que ahora es FedExField en Landover, Maryland.

### Finanzas de la ciudad y campaña de reelección
Kelly comenzó su mandato teniendo relaciones extremadamente buenas con el Congreso, incluso presionando con éxito para aumentar la ayuda federal para DC en $ 100 millones y autorizar la venta de $ 300 millones en bonos de reducción de déficit. Cuando comenzó el año fiscal 1994 para el gobierno de DC (en octubre de 1993), DC enfrentó un déficit presupuestario de $ 500 millones, y los expertos financieros predijeron que la deuda de la ciudad alcanzaría los $ 1 mil millones en 1999. Más tarde, a principios de 1994, Kelly admitió que el Distrito no podía pagar sus cuentas, el Congreso encargó una auditoría federal de las finanzas de la ciudad por parte de la GAO.
En febrero de 1994, ante un déficit creciente, Kelly enfrentó fuertes críticas cuando el Washington Post informó que regularmente gastaba fondos de los contribuyentes en maquillaje para apariciones en televisión por cable. Se informó que Kelly había reservado $ 14,000 de dinero de la ciudad para pagarle a su maquilladora. En las semanas siguientes, Kelly fue criticada por otros usos inapropiados de los fondos de la ciudad, incluida la adición de vidrio a prueba de balas y una chimenea de mármol en su oficina y una serie de reuniones televisadas del ayuntamiento de 1993 que había prometido pagar con financiación privada.
El informe de la GAO sobre las finanzas de DC se publicó el 22 de junio de 1994 y estimó que la ciudad se quedaría sin dinero en dos años y "podría verse obligada a pedir prestado al Tesoro de los Estados Unidos para el año fiscal 1995". El informe destacó específicamente a la administración de Kelly por una mala gestión de los fondos y agencias de la ciudad, y la acusó de ocultar al Congreso la peligrosa situación fiscal de la ciudad durante dos años, "usando trucos y violando la ley federal contra la deficiencia, que prohíbe el gasto excesivo de un presupuesto aprobado por el gobierno federal ". El informe, junto con la posterior afirmación del poder del Congreso sobre el presupuesto de DC (incluidos los recortes profundos y los nuevos requisitos para el cumplimiento de la alcaldía), proporcionó municiones políticas para sus rivales y destruyó efectivamente la campaña de reelección de Kelly .
El Washington Post, que había respaldado a Kelly en 1990, en cambio en 1994 respaldó al concejal John Ray. En su respaldo, el Post reflejó que Kelly "no ha sido un constructor de coaliciones, que un alcalde, y quizás particularmente el alcalde de una ciudad bajo un enorme estrés financiero y social, debe ser ... los miembros más agresivos del consejo de la ciudad , quienes simpatizan con su mensaje de reducción de costos, no están con ella. Tampoco elementos clave en la comunidad empresarial. Ella los ha perdido y con ellos, creemos, su oportunidad de adoptar las medidas que ha defendido ".
En las primarias demócratas de septiembre, Kelly terminó en un distante tercer lugar, con solo alrededor del 13% de los votos. Barry ganó las primarias y ganaría las elecciones generales en noviembre contra una oponente republicana inusualmente fuerte, Carol Schwartz.

## Actividades posteriores a la alcaldía

### Consultoría y contrato público
En 2003, Pratt recibió un contrato de $ 235,000 del Departamento de Salud del Distrito de Columbia para ser el contacto principal de la ciudad con las agencias federales de seguridad nacional. El contrato también le pide que investigue la mejora de las comunicaciones y la tecnología para proteger al distrito del bioterrorismo. Se requirió que Pratt se reuniera con altos funcionarios federales y escribiera un informe sobre oportunidades potenciales, especialmente acuerdos para compartir recursos. También se le pidió que buscara fuentes de financiación adicionales. La firma de Pratt, Pratt Consulting, realiza consultoría de gestión y trabaja con agencias federales, estatales y locales y grupos sin fines de lucro.

## Premios
- Glamour magazine’s Woman of the Year Award
- Congressional Black Caucus’ Mary McLeod Bethune-W. E. B. Du Bois award
- Clean Cities Award
- Candace Award, National Coalition of 100 Black Women, 1991.[27]